# Захаров, Гурий Филиппович
Гу́рий Фили́ппович Заха́ров (27 ноября 1926, Кимры — 1994, Москва) — советский и российский график. Действительный член АХ СССР (1991). Заслуженный художник РСФСР (1968). Лауреат Государственной премии РСФСР имени И. Е. Репина (1981)

## Биография
В 1947—1954 годах учился у Е. С. Тейса в МВПХУ имени С. Г. Строганова. Для его творчества характерны пронизанное поэтическим чувством восприятие действительности, строгая архитектоника и ритмичность композиции, контрастные сопоставления чёрных и белых тонов.
1954—1956 годы работал художником-архитектором Архитектурно-художественного бюро Министерства судостроительной промышленности СССР.
Член СХ СССР (1959). Действительный член АХ СССР (1991)
В 1964—1981 годы — творческие командировки в Италию, Испанию, Болгарию.
Похоронен в колумбарии Нового Донского кладбища (колумбарии 12).

## Выставки
2013
«И этот трепет разговорный его качаемых листов», открытый клуб, Москва

## Награды и премии
- заслуженный художник РСФСР (1968)
- Государственная премия РСФСР имени И. Е. Репина (1981) — за серию графических работ, посвящённых Москве